# Яворов (Самборский район)
Яворов (укр. Яворів) — село в Борынской поселковой общине Самборского района Львовской области Украины.
Население по переписи 2001 года составляло 919 человек. Занимает площадь 1,7 км². Почтовый индекс — 82536. Телефонный код — 3269.